# Liebe und Eis 4 – Feuer und Eis
 Liebe und Eis 4 – Feuer und Eis ist ein US-amerikanischer Liebesfilm mit Francia Raisa und Brendan Fehr aus dem Jahr 2010 und die vierte Folge aus der Reihe Liebe und Eis. Die Regie führte Stephen Herek.

## Handlung
Nachdem Alexandra „Alex“ Delgado in Liebe und Eis 3 den Wandel von der Eishockeyspielerin zur Eiskunstläuferin vollzogen hat und am Ende des Films mit ihrem Eiskunstlaufpartner Zach Conroy (Matt Lanter) zusammenkommt, beginnt Teil 4 damit, dass das Paar aufgrund einer Verletzung von Zach die gemeinsame Karriere beenden musste und sich, da er ihr das Herz gebrochen hat, auch privat getrennt hat.
Alex kehrt dem Profisport den Rücken, um als Kinder-Eiskunstlauftrainerin zu arbeiten. Der ‘Bad Boy’ des Eisschnelllaufs, James McKinsey, wird auf die feurige Eiskunstläuferin aufmerksam. Der erfolgsverwöhnte und arrogante Eisschnellläufer ist gerade vom Verband gesperrt, wurde aus seinem Team verbannt und sucht nun nach einer Chance auf dem Eis wieder im Blitzlicht stehen zu können. Er will zusammen mit Alex im Paarlauf antreten. Zunächst beißt er mit seinem Anliegen auf Granit, doch schließlich gelingt es ihm, ihre Liebe zum Eis wieder zu wecken.
Der renommierte Eiskunstlauftrainer Zhen Zheng nimmt sich der beiden an und die beiden völlig gegensätzlichen Sportler raufen sich auf dem Eis zusammen. Nachdem Alex und James auf Empfehlung ihres Trainers während der Trainingsphase eine gemeinsame Wohnung beziehen, kommen sie sich nach und nach auch persönlich näher.
Nach einigen Irrungen und Wirrungen und dem zwischenzeitlichen Comeback von James als Speedläufer finden die beiden schließlich sowohl als Eiskunstlauf- als auch als Liebespaar wieder zueinander. Mit einem erfolgreich bestrittenen Paarlauf-Wettbewerb endet der Film.